# Elysia Crampton
Elysia Chuquimia Paula Crampton, née le 9 décembre 1985 à Riverside (Californie), est une musicienne, productrice, poétesse, DJ et compositrice américano-bolivienne. Son travail aborde des thèmes tels que la mythologie et l'histoire aymara, la tradition andine, l'histoire de la transidentité, la souveraineté, la solidarité, la théorie critique, la science-fiction, et des références à la foi chrétienne et à l'ontologie. Elle utilise fréquemment des samples et des arrangements provenant de sources variées.

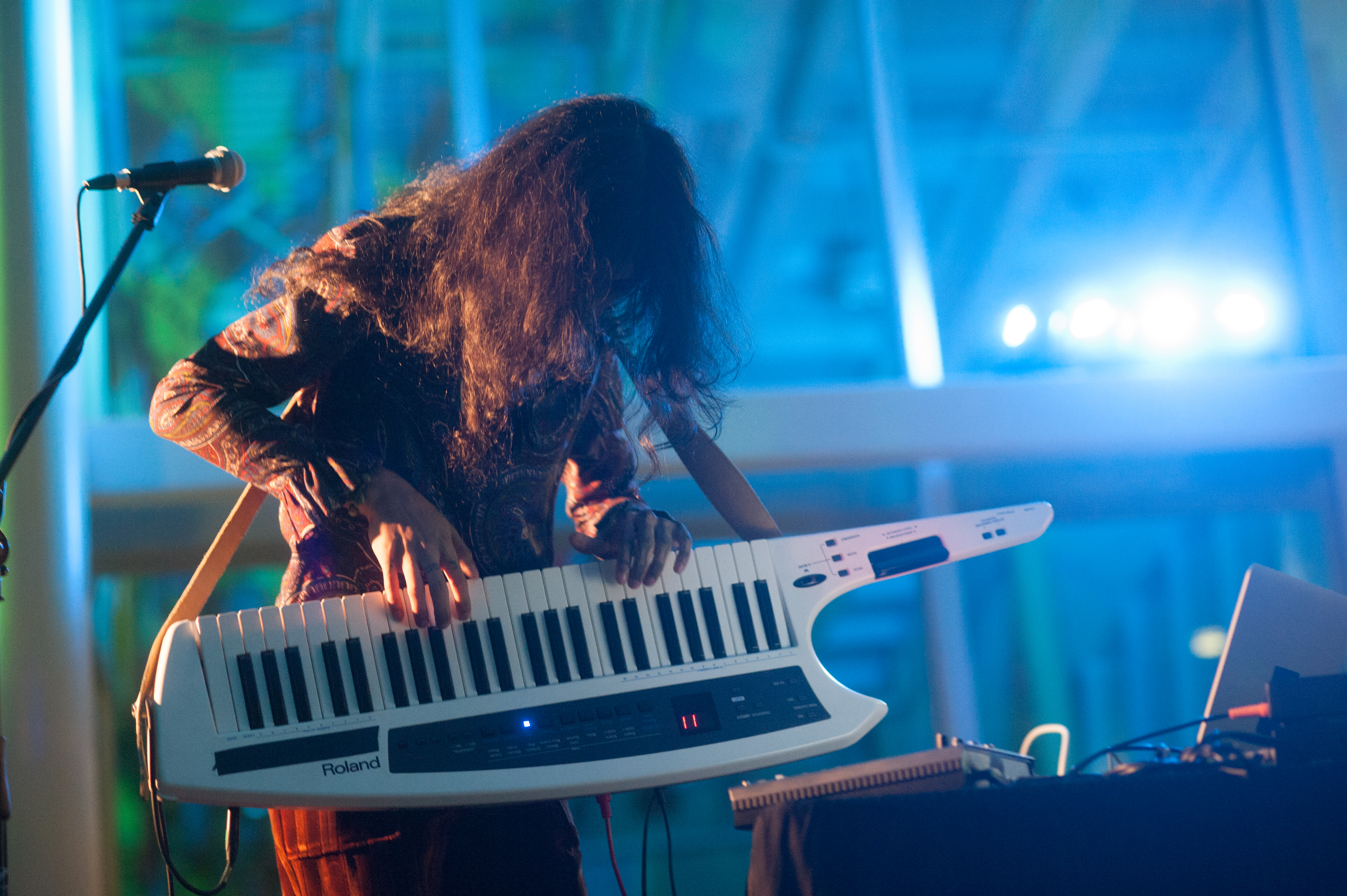
Elysia Crampton en concert à OBEY Convention X (2017)

## Biographie
Elysia Crampton naît et grandit dans le désert vers Barstow, en Californie. Elle suit pendant son enfance des cours de piano et de clavier, mais commence à prendre la musique plus au sérieux à la fin de l'adolescence, en 2007-2008.
Crampton mène une vie nomade pendant la majeure partie de sa vie, se déplaçant entre les États-Unis, le Mexique et la Bolivie.
Elysia Crampton commence à publier sa musique sous le nom de E+E en 2008 et se sert de ce pseudonyme jusqu'en 2014. Le 7 août 2015, elle sort son premier album studio, American Drift, sous son vrai nom,. L'album prend trois ans à être réalisé et explore l'histoire de la Virginie, où Crampton a vécu pendant un temps. L'album rencontre un succès : le site web Pitchfork donne à l'album une note de 8,1 sur 10 déclarant que, bien qu'il ne contienne que quatre chansons, ce premier album représente une entreprise monumentale.
Crampton sort son deuxième album, Elysia Crampton Presents: Demon City, le 22 juillet 2016. C'est une collaboration avec ses amis et ses pairs, comme le producteur houstonien Rabit, le producteur danois Why Be, le producteur londonien Lexxi et le producteur alabamien Chino Amobi. Le site web Tiny Mix Tapes donne à l'album une note de 4,5 sur 5.
À ce jour, les sorties physiques de sa musique sont ses albums The Light That You Gave Me To See You (2012) et American Drift (2015), Demon City (2016), Spots y Escupitajo (2017), Elysia Crampton (2018), ORCORARA 2010 (2020), ainsi que les singles Bound Adam (2011), enregistré dans son camion Ford Ranger, Moth/ Lake (2015), et Final Exam (2016).
Un album de musique classique et de folk amérindienne, Quirquincho Medicine, sort sur Bandcamp le 25 juillet 2019 sous le nom aymara de Crampton, Chuquimamani-Condori.
Crampton collabore également avec son frère musicien Joshua Chuquimia Crampton lors de concerts et sur des albums, mais également pour des projets tels que le film Amaru’s Tongue: Daughter (2021). Réalisé ensemble, il met en scène des histoires de la famille aymara des deux artistes sur un ton fantastique, reprenant les traditions d'histoire orale aymara et quechua. Ce film est commissionné par Auto Italia et coproduit par le Centre d’art contemporain de Genève, Auto Italia et Haus der Kunst. Le duo réalise également une installation exposée au MoMA PS1 à New York en 2023 intitulée Q’iwanakaxa/Q’iwsanakaxa Utjxiwa (Cacique apoderado Francisco Tancara & Rosa Quiñones confronted by the subprefecto, chief of police, corregidor, archbishop, Reid Shepard, & Adventist missionaries).

## Style musical et influences
La musique de Crampton est remarquable dans sa façon de puiser dans une grande variété d'influences, telles que la cumbia et les musiques andines comme le huayno et la tarqueada, ainsi que des genres comme le crunk, le metal, l'ambient, le RnB et le minimalisme. Elle s'inspire également des concepts aymara de taypi et ch'ixi dans sa musique.
À l'époque de la réalisation de l'album American Drift, Crampton vit en Virginie rurale et affirme s'être inspirée des vastes caractéristiques géographiques de la région, comme la montagne de Shenandoah. Elle réalise des voyages autour de la montagne, dont un inspire le deuxième morceau d'American Drift, Petrichrist. Dans une interview, elle affirme que « plus [elle] vieillit, plus [elle] veut que [sa] musique soit laide ». Pour elle, la musique est également une manière de combler la fracture postcoloniale entre le Pérou et la Bolivie.
Crampton cite également que de nombreuses personnalités ont influencé son album de 2015 American Drift, comme le théoricien queer cubano-américain José Esteban Muñoz, la pianiste afro-américaine Margaret Bonds, l'écrivain et enseignant médiéviste Jeffrey Jerome Cohen et l'artiste performeur queer, photographe et ami Boychild.
Crampton raconte que son album de 2016, Elysia Crampton Presents: Demon City, a été écrit dans le style d'un poème épique musical d'un style nouveau qu'elle appelle Severo. L'album a été inspiré par la révolutionnaire aymara Bartolina Sisa et accompagne la production le DJ set de Crampton, Dissolution of the Sovereign: A Timeslide into the Future, écrit et interprété à la fois comme une performance, une œuvre visuelle, une pièce de science-fiction et une référence à l'histoire de Sisa à travers un récit qui prend comme point de départ ses membres coupés.

## Discographie

### E+E

#### Albums
- E&E (2008)
- The Light that You gave Me to See You (2013, réédité par Total Stasis en 2016)

#### EPs
- Bound Adam (2011)
- Smile (2012)

#### Compilations
- Edited/Remixed [2008–2012] (2014)

### Elysia Crampton

#### Albums
- American Drift (2015, Blueberry Recordings)
- Elysia Crampton Presents: Demon City (2016, Break World Records)
- Spots et Escupitajo (2017, L'The Vinyl Factory)
- Elysia Crampton (2018, Break World Records)
- ORCORARA 2010 (2020, PAN)

#### Singles
- Moth/Lake (2015, Boomkat Editions)
- Flora's Theme (2016, Williams Street Records)
- Final Exam ft. Kelela (2016, The Vinyl Factory)
- Solilunita (2018, Break World Records)

### Elysia Crampton Chuquimia
- Selected Demos & DJ Edits [2007-2019]  [2007-2019] (2020)

### Chuquimamani-Condori
- Quirquincho Medicine (2019)
- Uta Pachanqiri (2019)
- 3 Demos (2020)